# Martino Mario Moreno
Martino Mario Moreno (Torino, 8 settembre 1892 – Roma, 13 giugno 1964) è stato un diplomatico e orientalista italiano.

## Biografia
Nato a Torino, da famiglia originaria di Sanremo, fu un alto funzionario statale, autore di un'apprezzata traduzione del Corano, oltre che di pagine relative alla mistica islamica, tanto araba quanto persiana e indiana.
Si laureò a 20 anni a Genova e divenne funzionario del Ministero italiano delle Colonie. Prestò servizio in Tripolitania dal 1913 al 1915, poi passò in Cirenaica. Tra il 1925 e il 1928 fece parte della Commissione per la delimitazione dei confini tra Egitto e Libia. Dopo un breve incarico in Egitto e due viaggi nello Yemen, dal 1929 al 1931 ricoprì la funzione di Direttore degli Affari Politici e Civili del governo d'Eritrea. Dopo diversi altri incarichi (tra l'altro fu Governatore di Addis Abeba), nel 1938 fu promosso Direttore Generale degli Affari Politici presso il Ministero dell'Africa Italiana.
Nel 1940 conseguì la libera docenza in Storia e lingue dell'Abissinia e tenne gli incarichi di insegnamento di Lingue non   semitiche (1939-1944) e di Storia e lingue d'Etiopia (1951-1952) nell'Università di Roma; in seguito insegnò (dal 1954 al 1957) Etiopico e Sudarabico nell'Università di Beirut, nonché Ebraico e Glottologia nell'Accademia Libanese di Belle Arti. Dal 1958 al 1962 fu incaricato, nell'Istituto Universitario Orientale di Napoli, di Filologia camitico-semitica (diventata poi Semitistica) e di Lingua somala.
Dopo la seconda guerra mondiale passò nell'organico del Ministero degli Affari Esteri italiano e fu inviato a dirigere l'Istituto Italiano di Cultura di Beirut (Libano) che oggi porta il suo nome. Completò la sua carriera come Ministro Plenipotenziario d'Italia a Khartum (Sudan) nel 1956-1957.
Diresse dal 1957, anno del suo pensionamento, fino alla sua morte le riviste Rassegna di Studi Etiopici, edita dall'Istituto per l'Oriente di Roma, e Levante, edita dal Centro per le Relazioni Italo-Arabe della medesima città.
L'ambasciatore Maurizio Moreno era suo figlio.

## Opere principali
Un elenco completo degli scritti di M.M. Moreno si trova in: Francesco Castro, "Scritti di Martino Mario Moreno", Rassegna di Studi Etiopici XX (1964), pp. 12–21
- La versione araba del libro di Kalilah e Dimnah, Sanremo, Tip. G. B. Biancheri, 1910
- Mordekhai Z. Cohen, Gli ebrei in Libia : usi e costumi tradotto e annotato da Martino Mario Moreno, Roma 1928, rist. anastatica Firenze, Giuntina, 1994 - ISBN 88-85943-95-0
- Introduzione alla lingua ometo, Milano, Mondadori, 1938
- Grammatica teorico pratica della lingua Galla - con esercizi, Milano, Mondadori, 1939
- Manuale di Sidamo - grammatica, esercizi, testi, glossario , Milano, Mondadori, 1940.
- "Mistica musulmana e mistica indiana", Annali Lateranensi, X (1949), pp. 103–219.
- Antologia della mistica arabo-persiana, Bari, Laterza, 1951
- Nozioni di grammatica somala, Roma, Servizio cartografico del M.A. I., 1951
- Il Corano, Torino, UTET, 1967, ristampato 1992 (ISBN 88-020-1425-6); rist. ne "La Biblioteca di Repubblica", 2005.
- Il Somalo della Somalia - grammatica e testi del Benadir, Darod e Dighil , Roma, Istituto Poligrafico dello Stato, 1955.
- Scritti (vol. 1: Scritti arabo-islamici; vol. 2: Scritti africanistici), Roma, Istituto italo-africano, 1993